# Зепатта, Одри
О́дри Йола́ Зепатта́ (фр. Audrey Yola Zepatta; род. 17 февраля 1999, Яунде) — камерунский футболист, защитник клуба «Равшан».

## Карьера

### Начало карьеры
Воспитанник камерунской академии «Юнивёрсал Старс». В феврале 2017 года футболист присоединился к российскому клубу «Спартак» из Москвы. В московском клубе футболист выступал за юношескую и молодёжную команды. В январе 2021 года камерунский футболист покинул российский клуб.

### «Скопье»
В сентябре 2021 года футболист присоединился к северомакедонскому клубу «Скопье». Дебютировал за клуб 12 сентября 2021 года в матче против клуба «Струга», выйдя на поле в стартовом составе. На протяжении сезона футболист был одним из ключевых защитников в клубе. Первым результативным действием за клуб отличился 4 мая 2022 года в матче против клуба «Пелистер», отдав голевую передачу, а также уже на 44 минуте покинул поле, получив второе предупреждение. По итогу сезона вместе с клубом отправился в стыковые матчи за сохранение прописки в Первой Лиге. По итогу стыкового матча 22 мая 2022 года против клуба «Беласица» помог клубу остаться в сильнейшем дивизионе. В июне 2022 года футболистом интересовались ряд российских клубов из Премьер Лиги и Первой Лиги, а также, что камерунец получит российский паспорт. В июле 2022 года по окончании сезона покинул клуб.

### «Белшина»
В мае 2023 года футболист находился на просмотре в белорусском клубе «Динамо-Брест». В июне 2023 года тренер брестского клуба на пресс-конференции сообщил, что футболист покинул расположение клуба. Позже футболист был замечен на просмотре в бобруйской «Белшине». В июле 2023 года футболист стал игроком бобруйского клуба. Дебютировал за клуб 23 июля 2023 года в матче Кубка Белоруссии против могилёвского «Днепра». Дебютный матч в чемпионате сыграл 5 августа 2023 года против «Сморгони», выйдя на поле в стартовом составе. По итогу сезона завершил чемпионат на последнем месте и вылетел в Первую лигу. По окончании срока действия контракта футболист покинул бобруйский клуб.